# Litorhina obumbrata
Litorhina obumbrata är en tvåvingeart som först beskrevs av Mario Bezzi 1924.  Litorhina obumbrata ingår i släktet Litorhina och familjen svävflugor. Inga underarter finns listade i Catalogue of Life.